# Jamey Wright
Jamey Alan Wright (né le 24 décembre 1974 à Oklahoma City, Oklahoma, États-Unis) est un lanceur de relève droitier de la Ligue majeure de baseball. Il est présentement agent libre.

## Carrière

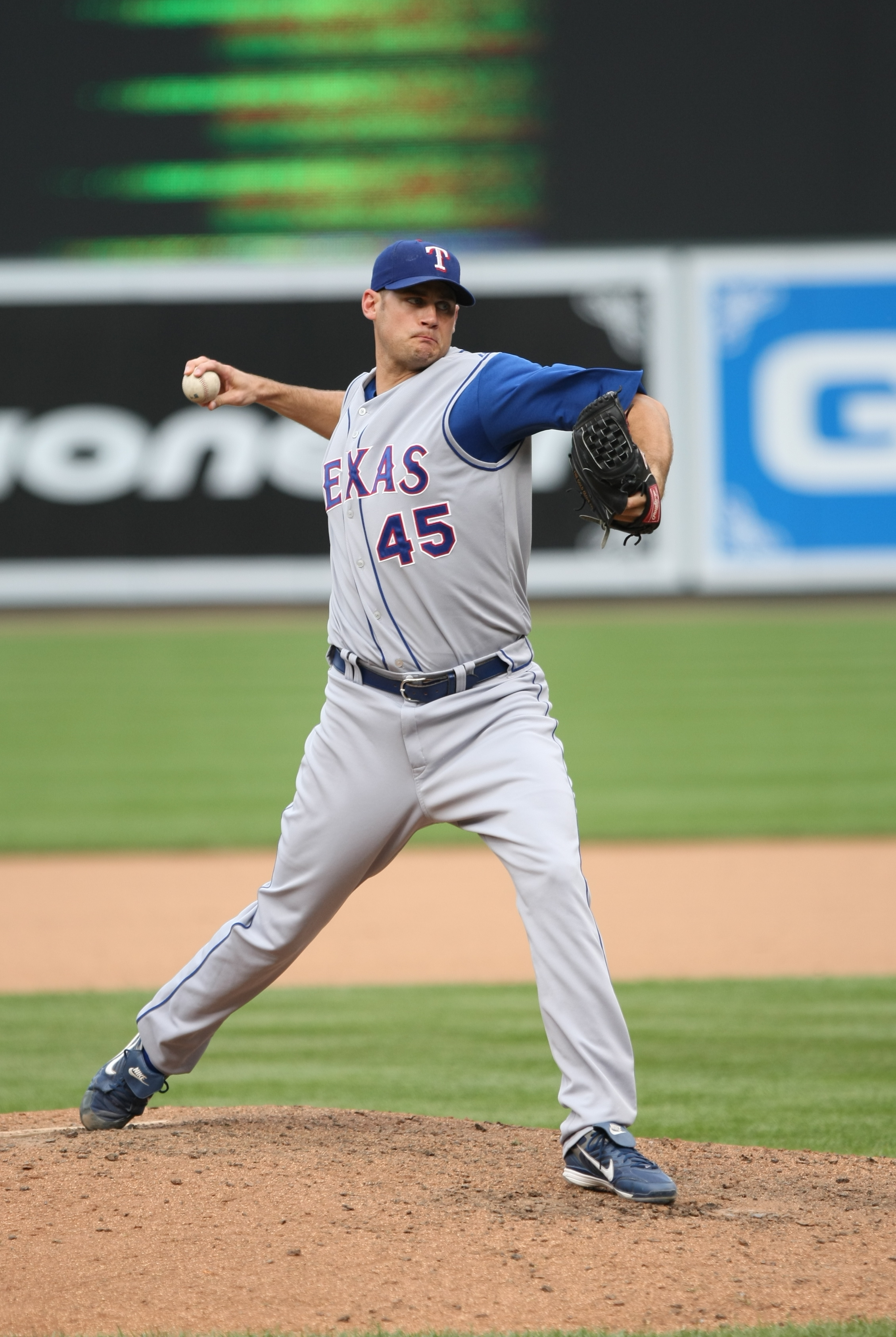
Jamey Wright en 2008 avec les Rangers du Texas.

Après des études secondaires à la Westmoore High School d'Oklahoma City (Oklahoma), Jamey Wright est drafté le 3 juin 1993 par les Rockies du Colorado au premier tour de sélection (28e choix). Il débute en Ligue majeure le 3 juillet 1996.
Il est transféré le 13 décembre 1999 chez les Brewers de Milwaukee à l'occasion d'un échange de joueurs impliquant plusieurs joueurs.
Jamey Wright est à nouveau échangé le 29 août 2002 et termine la saison 2002 sous les couleurs des Cardinals de Saint-Louis.
Devenu agent libre après la saison 2002, il enchaine les contrats. Il joue en ainsi en Ligue majeure avec les Royals de Kansas City (2003), Rockies du Colorado (2004-2005), Giants de San Francisco (2006) et Rangers du Texas (2007-2008).
Il s'engage le 10 février 2009 avec les Royals de Kansas City pour la saison 2009.
Agent libre à l'issue de la saison 2009, Wright rejoint les Indians le 9 février 2010. Libéré durant la saison 2010, il signe un contrat avec les Athletics d'Oakland mais il ne joue finalement pas pour cette équipe. En juillet, il rejoint les Mariners de Seattle. Wright devient agent libre en novembre 2010. Les Mariners lui proposent un nouveau contrat qu'il accepte en janvier 2011.
En février 2012, il rejoint les Dodgers de Los Angeles. En 66 parties en relève, il maintient une moyenne de points mérités de 3,72 en 67 manches et deux tiers lancées, avec cinq victoires et trois défaites.
Le 22 janvier 2013, Wright signe un contrat des ligues mineures avec les Rays de Tampa Bay. Il connaît une bonne saison 2013 avec une moyenne de points mérités de 3,09 en 70 manches lancées. Il remporte deux victoires contre deux défaites en 66 matchs. À 38 ans, il fait ses débuts en séries éliminatoires et lance dans deux matchs de la Série de division entre les Rays et les Red Sox de Boston, mais il est victime de 4 points en une manche lancée à sa première sortie le 4 octobre, dans le premier match de la série perdu 12-2 par Tampa Bay.
Le 24 décembre 2013, jour de son 39e anniversaire, Wright retourne chez les Dodgers de Los Angeles sur un contrat d'une saison. Après un an chez les Dodgers, il rejoint le 14 février 2015 les Rangers du Texas mais est libéré le 31 mars suivant, à la fin de l'entraînement de printemps.

## Statistiques
| Saison | Équipe        | G   | GS  | CG | SHO | V  | D   | SV | IP     | SO  | ERA  |
| ------ | ------------- | --- | --- | -- | --- | -- | --- | -- | ------ | --- | ---- |
| 1996   | Colorado      | 16  | 15  | 0  | 0   | 4  | 4   | 0  | 91.1   | 45  | 4,93 |
| 1997   | Colorado      | 26  | 26  | 1  | 0   | 8  | 12  | 0  | 149.2  | 59  | 6,25 |
| 1998   | Colorado      | 34  | 34  | 1  | 0   | 9  | 14  | 0  | 206.1  | 86  | 5,67 |
| 1999   | Colorado      | 16  | 16  | 0  | 0   | 4  | 3   | 0  | 94.1   | 49  | 4,87 |
| 2000   | Milwaukee     | 26  | 25  | 0  | 0   | 7  | 9   | 0  | 164.2  | 96  | 4,10 |
| 2001   | Milwaukee     | 33  | 33  | 1  | 1   | 11 | 12  | 0  | 194.2  | 129 | 4,90 |
| 2002   | Milwaukee     | 19  | 19  | 1  | 1   | 5  | 13  | 0  | 114.1  | 69  | 5,35 |
| 2002   | St Louis      | 4   | 3   | 0  | 0   | 2  | 0   | 0  | 15.0   | 8   | 4,80 |
| 2003   | Kansas City   | 4   | 4   | 2  | 1   | 1  | 2   | 0  | 25.1   | 19  | 4,26 |
| 2004   | Colorado      | 14  | 14  | 0  | 0   | 2  | 3   | 0  | 78.2   | 41  | 4,12 |
| 2005   | Colorado      | 34  | 27  | 0  | 0   | 8  | 16  | 0  | 171.1  | 101 | 5,46 |
| 2006   | San Francisco | 34  | 21  | 0  | 0   | 6  | 10  | 0  | 156.0  | 79  | 5,19 |
| 2007   | Texas         | 20  | 9   | 0  | 0   | 4  | 5   | 0  | 77.0   | 39  | 3,62 |
| 2008   | Texas         | 75  | 0   | 0  | 0   | 8  | 7   | 0  | 84.1   | 60  | 5,12 |
| 2009   | Kansas City   | 65  | 0   | 0  | 0   | 3  | 5   | 0  | 79.0   | 60  | 4,33 |
| 2010   | Cleveland     | 18  | 0   | 0  | 0   | 1  | 2   | 0  | 21.1   | 9   | 5,48 |
| 2010   | Seattle       | 28  | 0   | 0  | 0   | 0  | 1   | 0  | 37.0   | 19  | 3,41 |
| Totaux | Totaux        | 466 | 246 | 6  | 3   | 83 | 118 | 0  | 1760.1 | 968 | 5,00 |

Note : G = Matches joués ; GS = Matches comme lanceur partant ; CG = Matches complets ; SHO = Blanchissages ; 
V = Victoires ; D = Défaites ; SV = Sauvetages ; IP = Manches lancées ; SO = Retraits sur des prises ; ERA = Moyenne de points mérités.